# Göran Larsbrink
Göran Bertil Larsbrink, född 1952 i Österfärnebo, är en svensk konteramiral.

## Biografi
Göran Larsbrink var chef för ytattackflottilj 1996-1998, Högkvarterets sjöstridsavdelning 1998-2000, Högkvarterets planeringsavdelning/KRI 2000-2001 och 2001-2004 produktionsledningen vid FMV. Sedan 2004 är han chef för strategisk materielförsörjning vid FMV.

## Utnämningar
Göran Larsbrink befordrades till löjtnant år 1974, och därefter till kapten 1977. Han nådde graden örlogskapten 1983 och blev kommendörkapten 1990. År 1996 befordrades han till kommendör, följt av kommendör av första graden 1999. År 2000 blev han flottiljamiral och året därpå, 2001, utnämndes han till konteramiral.

## Uppdrag
- Ledamot av Kungliga Örlogsmannasällskapet, invald 1993, ordförande 2002-2005.
- Inspector för föreningen UppSjö 2002-2008.

## Utmärkelser
- Kungliga Örlogsmannasällskapets förtjänstmedalj i guld (2005)[1]